# Cirsium zawoense
Cirsium zawoense là một loài thực vật có hoa trong họ Cúc. Loài này được Kadota mô tả khoa học lần đầu tiên năm 1999.